# 21900 Орус
21900 Орус, (англ. Orus) раніше відомий як (21900) 1999 VQ10 — троянський астероїд Юпітера, який перебуває у грецькому «таборі» (тобто в точці Лагранжа L4). Має діаметр приблизно 53 кілометри, період обертання 13,5 години та входить до списку 100 найбільших троянських астероїдів. Був відкритий 9 листопада 1999 року японським астрономом-любителем Такао Кобаясі в його приватній обсерваторії Оїдзумі в префектурі Гунма, Японія, і пізніше названий Орусом на честь убитого ахейського воїна з «Іліади». Є однією з цілей міжпланетної місії «Люсі», яка була запущена в жовтні 2021 року та досягне його в листопаді 2028 року.

## Назва
Ця мала планета була названа на честь Ора з грецької міфології, ахейського воїна в «Іліаді» Гомера. Його було вбито під час Троянської війни троянським принцом Гектором, на честь якого названо найбільший троян Юпітера 624 Гектор. Затверджене найменування було опубліковано Центром малих планет 22 лютого 2016 року.

## Орбіта й класифікація
Орус — темний троянський астероїд Юпітера, що знаходиться в грецькому «таборі» в точці Лагранжа L4 Юпітера, на 60° попереду його орбіти в резонансі 1:1. Це також неродинний астероїд у так званій «фоновій популяції» Юпітера. Він обертається навколо Сонця на відстані 4,9—5,3 астрономічної одиниці кожні 11 років і 7 місяців (4240 днів; велика піввісь 5,13 а. о.). Його орбіта має ексцентриситет 0,04 і нахил 8° відносно екліптики. Спостереження за цим астероїдом починається зі спостереження до відкриття, опублікованого Digitized Sky Survey і зробленого в Паломарській обсерваторії в листопаді 1951 року, або за 48 років до офіційного відкриття.

## Ціль міжпланетної місії «Люсі»
Планується, що космічний корабель «Люсі», який був запущений у 2021 році, відвідає Орус. Проліт заплановано на 20 листопада 2028 року, і апарат наблизиться до астероїда на відстань 1000 км з відносною швидкістю 7,1 км/с.

## Фізичні характеристики
Команда місії Люсі та фотометричний огляд Pan-STARRS характеризують Орус як астероїд типу D і C відповідно. Він має індекс кольору V—I 0,95, і ймовірно, входить у перелік найбільших троянських астероїдів Юпітера типу D.

### Крива блиску
Перші фотометричні спостереження Оруса були зроблені в жовтні 2009 року астрономом Стефаном Моттолою під час фотометричного огляду кривої блиску 80 троянців Юпітера за допомогою 1,2-метрового телескопа в обсерваторії Калар Альто. Отримана обертальна крива блиску відображала період 13,45 ± 0,08 години зі зміною яскравості 0,18 зоряної величини.

Анімація траєкторії апарата «Люсі» навколо Сонця
"Люсі"·
Сонце·
Земля·
52246 Donaldjohanson·
3548 Eurybates·
21900 Орус·
617 Патрокл

У 2016 році Моттола опублікував переглянутий період обертання 13,48617 ± 0,00007 години, отриманий за результатами наземних спостережень за п'ятьма серіями знімків. В його публікації зазначено, що Орус є ретроградним ротатором. Крива блиску свідчить про наявність великого кратера поблизу його північного полюса.

### Діаметр і альбедо

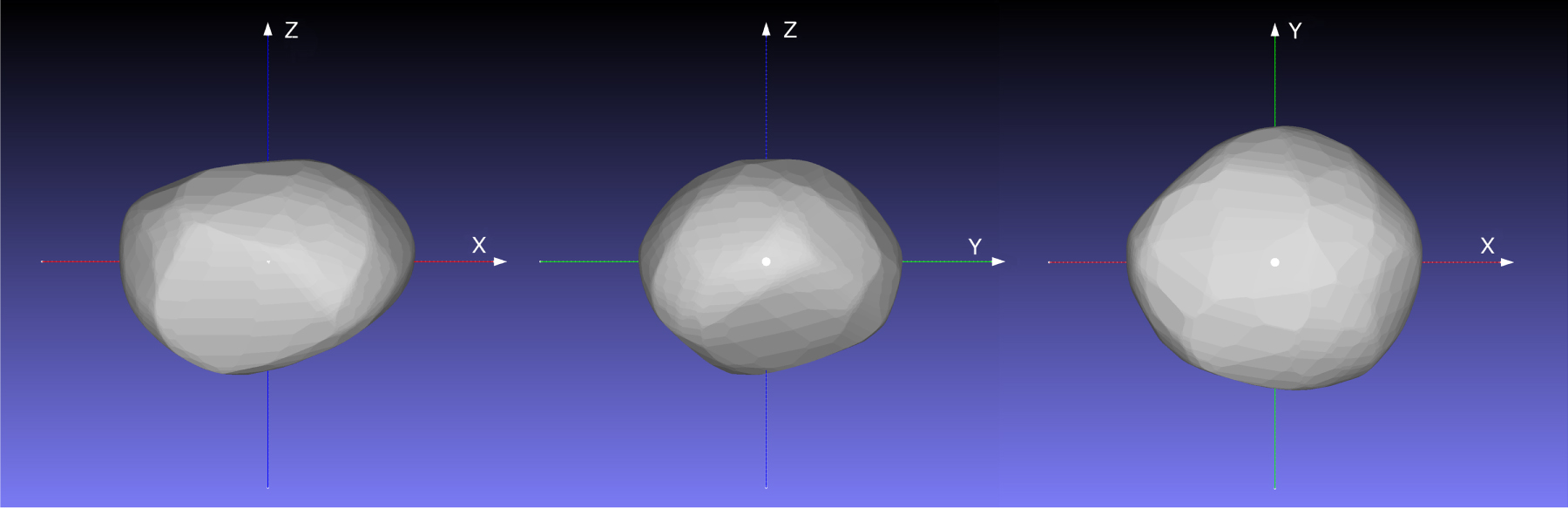
Модель форми астероїда Орус

Згідно з дослідженнями, проведеними японським супутником Akari та місією NEOWISE, тіло має альбедо 0,083 та 0,075, а діаметр 53,87 та 50,81 кілометра відповідно. Collaborative Asteroid Lightcurve Link припускає, що стандартне альбедо для вуглецевих астероїдів типу C становить 0,057 і обчислює діаметр 55,67 км з абсолютною зоряною величиною 10.

## Потенційний супутник
Орус має супутник-кандидат, виявлений під час огляду зображень телескопа Габбла, зроблених 7—8 серпня 2018 року. Потрібні подальші спостереження, щоб визначити фізичні характеристики супутника, які можуть допомогти виміряти масу самого Оруса.